# Limnophora nigrifrons
Limnophora nigrifrons är en tvåvingeart som beskrevs av Shinonaga 2005. Limnophora nigrifrons ingår i släktet Limnophora och familjen husflugor. Inga underarter finns listade i Catalogue of Life.